# Rogelio de Badajoz Duran
Rogelio Durán, född 10 november 1953 i Badajoz, Extremadura i Spanien, död 4 november 2006 i Gustavsberg, var en spansk-svensk flamencosångare, skådespelare och regissör med romskt ursprung. Han är även känd under sina artistnamn Rogelio Dabargos och Rogelio de Badajoz.
Durán räknades som en av Nordens främsta flamencosångare. Han utvecklade sin förmåga inom flamenco och var skådespelare i en commedia dell'arte-trupp i Spanien, innan han 1973 sökte sig till Stockholm, där han sedan blev kvar. Han drev tillsammans med hustrun Annett Durán teatergruppen Alma med ett flertal produktioner, flera med anknytning till Federico Garcia Lorca, sedan 1998. Han  medverkade i film- och teaterproduktioner, till exempel som flamencosångare i Görel Cronas annorlunda uppsättning av Strindbergs Fröken Julie på Strindbergs Intima Teater (2000), regisserade teater, skrev musik och framträdde som sångare. Durán verkade även som pedagog inom teater och musik, bland annat vid Stockholms estetiska gymnasium 1999–2006.
Tillsammans med Nina Norén fick Durán dottern skådespelaren Noomi Rapace. Han var från 1993 fram till sin död 2006 gift med skådespelaren Annett Durán; de fick tre barn tillsammans.

## Filmografi
- 1998 – Stockholmania (dokumentärfilm)
- 2005 – Komplett galen (även sång och musik)
- 2006 – Babas bilar